# Rucphense Bossen
De Rucphense Bossen is een gebied van ongeveer 1200 ha, dat is gelegen ten westen van Schijf. Naar het zuiden loopt het gebied door tot aan de Nederlands-Belgische grens. De Rucphense Heide ligt binnen dit gebied.
De Rucphense Bossen kent meerdere eigenaars, zoals de gemeenten Rucphen en Roosendaal, de waterleidingsmaatschappij Brabant Water, particulieren, defensie en de Vereniging Natuurmonumenten, welke 16 ha in bezit heeft.
Oorspronkelijk was dit een dekzandrug die een heide- en stuifzandgebied vormde, dat echter met voornamelijk naaldbos werd beplant in de beginjaren van de 20e eeuw. Vooral grove den, douglasspar en Europese lariks zijn er te vinden. Naaldbossen en wateronttrekking dragen bij aan de verdere verdroging van dit van nature al droge gebied.
De uitgestrekte naaldbossen worden afgewisseld met landbouwenclaves, stuifzand- en heiderelicten en enkele resten van eikenhakhoutwallen.
In het gebied bevindt zich, ten zuidwesten van Schijf aan Hoeksestraat 28, het Jachthuis. Dit gebouw stamt uit 1915, heeft een hoektoren met een ui-vormige spits en bevat het beeld van een monnik.
Binnen het gebied zijn wandelwegen te vinden. Een deel van het gebied is echter, wegens militair gebruik, periodiek niet toegankelijk.